# Eliza Gerner
Eliza Gerner (Sombor, 30. kolovoza 1920. – Zagreb, 11. kolovoza 2013.) hrvatska je kazališna, televizijska i filmska glumica.

## Životopis

### Karijera
Eliza Gerner započela je glumačku karijeru u rodnom gradu, a 1948. dolazi u Zagreb kako bi pohađala Dramski studio koji je vodio Tito Strozzi. Od 1948. članica je Drame HNK-a u Zagrebu. Tijekom karijere glumila je na hrvatskom, njemačkom i mađarskom na mnogobrojnim pozornicama i bila angažirana i u kazalištima u Rijeci, Rostocku i Berlinu.
U mnoštvu uloga koje je odigrala ističu se Melita (Krleža, Leda), Kleopatra (Shaw, Cezar i Kleopatra), Klara (Goethe, Edmont), Katarina (Ostrovski, Oluja) i nedostižna Lidija u Staromodnoj komediji Arbuzova. Autorica je nekoliko knjiga memoarskih zapisa, kojima je obuhvatila cjelokupno zagrebačko kazališno poraće.

### Privatni život
U njihovu je braku rođena kći, kardiologinja Maja Strozzi, majka glumice Dore Fišter Toš.

## Filmografija

### Televizijske uloge
- "Marija" kao Ursula Withold (1977.)
- "Kontesa Dora" kao Justina (1993.)
- "Naša kućica, naša slobodica" (1999.)

### Filmske uloge
- "Trst" kao Anamarija (1951.)
- "Trorogi šešir" (1964.)
- "Poštanski sandučić" (1968.)
- "Leda" kao Melita (1971.)
- "Usporeno kretanje" (1979.)
- "Radi se o našim pismima" (1980.)
- "Lidija" (1981.)
- "Ljubavna pisma s predumišljajem" kao Melitina majka (1985.)
- "Trgovci i ljubavnici" (1987.)
- "Svila, škare" (1987.)
- "Terevenka" (1987.)
- "Eksperiment profesora Hinčića" (1988.)
- "Leo i Brigita" kao Ana Kovač (1989.)
- "Rođen za vožnju" kao Elizabeth Devers (1991.)
- "Kontesa Dora" kao gazdarica (1993.)
- "Tri muškarca Melite Žganjer" kao Agata (1998.)
- "Kuća duhova" kao barunica Alabah (1998.)
- "Generalov carski osmijeh" kao umirovljena glumica Ana (2002.)
- "Nestajanje" kao Suzana (2004.)

## Vanjske poveznice
- Eliza Gerner u internetskoj bazi filmova IMDb-u (engl.)